# Armando Tobar
Armando Tobar (7 de junho de 1938 – 18 de novembro de 2016) foi um futebolista chileno. Ele competiu na Copa do Mundo FIFA de 1962, sediada no Chile.